# Червоне (Полтавський район)
Червоне́ — село в Україні, у Білицькій селищній громаді Полтавського району Полтавської області. Населення становить 156 осіб.

## Географія
Село Червоне знаходиться за 2 км від лівого берега річки Кустолове та за 5 км від лівого берега річки Ворскла. Місцевість навколо села сильно заболочена, до села примикає лісовий масив.

## Історія
Село засноване після закінчення німецько-радянської війни. Молодшу школу заснувала одна з перших мешканок села, Анастасія Чумак, вчителька молодших класів Чорбівської ЗОШ І-ІІІ ступенів). Також функціонував сільський будинок культури. Зараз у селі існує 3 вулиці (Шевченка, Короленка, Першого травня), молодіжний стадіон, близько 75-и дворів та сільське кладовище.
12 червня 2020 року, відповідно до розпорядження Кабінету Міністрів України № 721-р «Про визначення адміністративних центрів та затвердження територій територіальних громад Полтавської області», село увійшло до складу Білицької селищної громади.
19 липня 2020 року, в результаті адміністративно - територіальної реформи та ліквідації  Кобеляцького району, село увійшло до складу новоутвореного Полтавського району.
22 червня 2023 року рішенням Національної комісії зі стандартів державної мови віднесено до списку населених пунктів, які «можуть не відповідати лексичним нормам української мови», зокрема стосуватися «російської імперської чи колоніальної політики». Громаді рекомендовано обґрунтувати доцільність збереження поточної назви або запропонувати нову назву в установленому законодавством порядку.

## Відомі люди
- Чумак Анатолій Андрійович — доктор медичних наук, заступник директора ННЦРМ НАМНУ.